# Norm Van Brocklin
Norman Mack Van Brocklin, detto Norm (Parade, 15 marzo 1926 – Social Circle, 2 maggio 1983), è stato un giocatore di football americano, di nazionalità statunitense, che ha giocato nel ruolo di quarterback per i Los Angeles Rams e i Philadelphia Eagles della National Football League (NFL). Van Brocklin è stato inserito nella Pro Football Hall of Fame nel 1971.

## Carriera professionistica

### Giocatore

#### Los Angeles Rams
Van Brocklin fu scelto nel corso del quarto giro (37º assoluto) del Draft NFL 1949 dai Los Angeles Rams. Si unì a una squadra che aveva già una stella nel ruolo di quarterback, Bob Waterfield. All'inizio del 1950, il nuovo allenatore dei Rams Joe Stydahar risolse il problema alternando Waterfield e Van Brocklin. In quella stagione i Rams stabilirono l'allora record NFL di 466 punti segnati in stagione (38,8 per partita, che rimane tuttora un record) con un attacco competitivo che comprendeva tra i ricevitori Tom Fears e Elroy "Crazy Legs" Hirsch. Fears guidò la lega e stabilì un nuovo record NFL con 84 ricezioni. Van Brocklin e Waterfield terminarono la stagione al primo e secondo posto nel passer rating della lega. I Rams giunsero sino in finale, dove furono sconfitti dai Cleveland Browns di Otto Graham per 30-28.

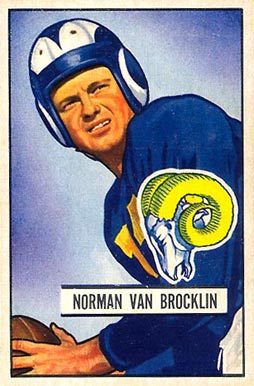
Van Brocklin coi Rams nel 1951

Nel 1951, Van Brocklin e Waterfield si divisero ancora la posizione di quarterback e i Rams vinsero nuovamente la propria conference. Quell'anno, Hirsch stabilì un record NFL con 1.495 yard ricevute e pareggiò il record di Don Hutson di 17 touchdown su ricezione. A fine anno, i Rams vinsero la rivincita nella finale contro Cleveland, 24-17. Waterfield (9/24 nei passaggi, 125 yard) giocò la maggior parte degli snap ma Van Brocklin (4/6, 128 yard) lanciò il passaggio della vittoria da 73 yard per Fears. Questo fu l'ultimo titolo per la franchigia dei Rams fino al 1999. Inoltre il 28 settembre 1951, Van Brocklin lanciò per 554 yard, superando il record di 468 yard lanciate in una singola gara da Johnny Lujack, un primato che resiste ancora dopo più di sessant'anni.
Dal 1952 al 1957, Van Brocklin continuò ad essere il quarterback dei Rams, guidandoli a una nuova finale nel 1955. In tale partita, i Browns superarono i Rams 38-14 con Van Brocklin che lanciò sei intercetti.

#### Phildelphia Eagles
Nel 1958, Van Brocklin passò ai Philadelphia Eagles del famoso capo-allenatore Buck Shaw. Shaw diede a Van Brocklin il totale controllo dell'attacco degli Eagles, migliorò rapidamente. Nella finale del 1960, lanciando al suo ricevitore preferito, Tommy McDonald, Van Brocklin guidò la vittoria degli Eagles sui Green Bay Packers. In una gara dominata dalle difese, egli guidò la rimonta del quarto periodo che fissò il risultato sul 17-13.
Dopo quel trionfo, Norm si ritirò. I suoi Eagles furono l'unica squadra a battere i Packers in una gara di playoff durante l'era come allenatore di Vince Lombardi a Green Bay. Van Brocklin guidò la NFL in passaggi per tre volte e nei punt per due volte. Fu convocato per il Pro Bowl in nove occasioni e indotto nella Hall of Fame nel 1971.

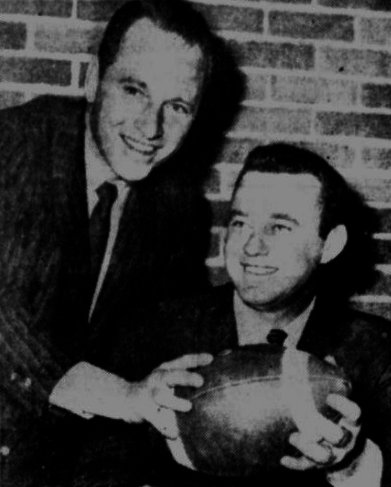
Van Brocklin (destra) con Bert Rose.

### Allenatore
Terminata la carriera da giocatore, Van Brocklin ruppe con gli Eagles i quali a suo dire non avevano rispettato l'accordo di nominarlo allenatore-capo al posto di Buck Shaw, ormai in procinto di andare in pensione. Nel contempo però, fu subito chiamato dalla neonata franchigia del Minnesota, i Vikings, a ricoprire il ruolo di primo allenatore-capo dei Purples. Il debutto fu incoraggiante, tant'è che al Metropolitan Stadium sconfissero 37-13 i Chicago Bears, il resto della stagione non fu altrettanto positivo e i neonati Vikings terminarono la stagione regolare con un record di 3-11 che tra l'altro li relegò all'ultimo posto dell'NFC Central. E altrettanto male andarono le stagioni seguenti: il 1962 andò anche peggio della stagione del debutto facendo segnare un 2-11-1 finale, il 1963 un 5-8-1, il 1964 fece segnare la prima stagione positiva della storia dei Vikings con 8-5-1 ma chiusero secondi dietro i Packers e non parteciparono pertanto ai playoff (si era ancora nell'era pre-fusione AFL-NFL) quindi il 1965 vide i Vikings buttare alle ultime due giornate la qualificazione terminando la stagione su un 7-7, ed infine il 1966 li vide tornare a passo di gambero verso i primi disastrosi anni con un 4-8-1 ed ultimo posto nell'NFC Central. Al termine della stagione Van Brocklin, che nella sua avventura in Minnesota ebbe soprattutto dissidi tecnici con Fran Tarkenton, il quarterback titolare, (era scontento della sua propensione per lo scrambling), rassegnò le dimissioni l'11 febbraio 1967. Passò quindi il 1967 come commentatore sportivo per la CBS per poi essere assunto a partire dal 1º ottobre 1968 come allenatore capo dagli Atlanta Falcons. Presso la franchigia della Georgia ottenne simili prestazioni a quelle conseguite in Minnesota: in 8 anni mise assieme un complessivo record di 37-49-3 senza mai centrare i playoff e con 2 secondi posti consecutivi nel biennio 1972-73 nell'NFC West come risultato migliore. Fu pertanto esonerato al termine della stagione 1974.

## Palmarès

### Franchigia
- Campionati NFL : 2

Los Angeles Rams: 1951
Philadelphia Eagles: 1960

### Individuale
- MVP della NFL: 1

1960
- Convocazioni al Pro Bowl: 9

1950, 1951, 1952, 1953, 1954, 1955, 1958, 1959, 1960
- First-team All-Pro: 1

1960
- Second-team All-Pro: 3

1952, 1954, 1955
- Bert Bell Award: 1

1960
- NEA MVP della NFL: 1

1960
- UPI MVP della NFL: 1

1960
- Club delle 500 yard passate in una singola gara
- Formazione ideale della NFL degli anni 1950

- Pro Football Hall of Fame (Classe del 1971)
- Philadelphia Eagles Hall of Fame (Classe del 1987)
- College Football Hall of Fame (Classe del 1966)
- Classificato al #83 tra i migliori 100 giocatori di tutti i tempi da NFL.com

## Statistiche
| Yard lanciate     | 23.611 |
| Touchdown         | 173    |
| Intercetti subiti | 178    |
| Passer rating     | 75,1   |